# Novocherkask
Novocherkask (del ruso: Новочерка́сск) es una ciudad del óblast de Rostov, en Rusia, antigua capital de los cosacos del Don. Está situada en la orilla derecha de los ríos Tuzlov y Aksái, a 35 km al nordeste de Rostov del Don.

## Historia
Novocherkask fue fundada en 1805 como centro administrativo del Óblast del Voisko del Don. Hasta entonces, los habitantes de la stanitsa Cherkask debían abandonar sus tierras en el momento de las crecidas, por lo que la creación de la ciudad permitió encauzar los ríos, lo que protegió a la ciudad de las inundaciones.
Durante la guerra civil rusa, Novocherkask fue el corazón de las fuerzas contrarrevolucionarias de la República del Don, desde que la tomaron el 6 de mayo de 1918. El Ejército Rojo acabó tomando la ciudad el 7 de enero de 1920. Durante la Segunda Guerra Mundial, la ciudad fue ocupada por la Alemania Nazi desde el 24 de julio de 1942 al 13 de febrero de 1943.
El 2 de junio de 1962, estalló una huelga en la fábrica de locomotoras eléctricas NEVZ contra los aumentos del precio de los alimentos y las normas de trabajo. Las autoridades comunistas locales reprimieron estas manifestaciones sangrientamente. Este acontecimiento es conocido como matanza de Novocherkask.
Novocherkask fue por un breve período sede episcopal de la Iglesia ortodoxa de Grecia. La ciudad cuenta con la catedral de la Ascensión de 1904, el palacio de los atamanes del Don y monumentos dedicados a Matvéi Plátov y Yermak Timoféyevich.

## Demografía
| Gráfica de evolución de Novocherkask entre 1811 y 2020 |
|                                                        |

## Industria
La compañía industrial más importante de Novocherkask es la fábrica de locomotoras más grande de Rusia, NEVZ (НЭВЗ) que emplea a 9.900 trabajadores, produciendo anualmente 260 locomotoras de diferente tipo, eléctricas y diésel-eléctricas. Otra compañía industrial importante produce electrodos de grafito. Por otro lado, Novocherkask cuenta con una refinería, varias empresas de mobiliario y varias agroalimentarias (gran fábrica de quesos y destilería de vodka).

## Ciudades hermanadas
- Kronstadt, Rusia
- Simferópol, Rusia
- Sremski Karlovci, Serbia
- Iserlohn, Alemania (1990).
- La Valette, Francia

## Galería

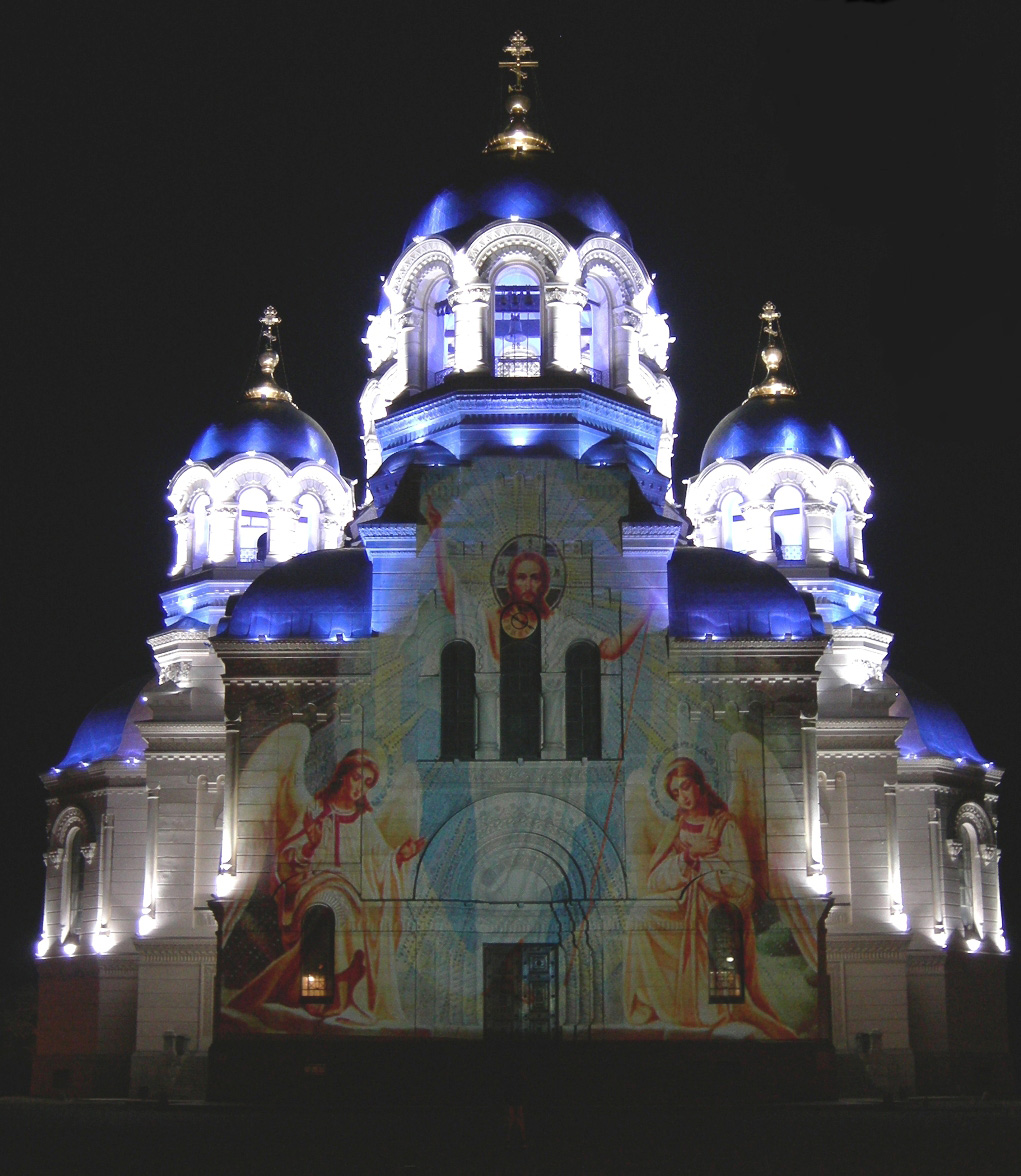
Iglesia de Novocherkask
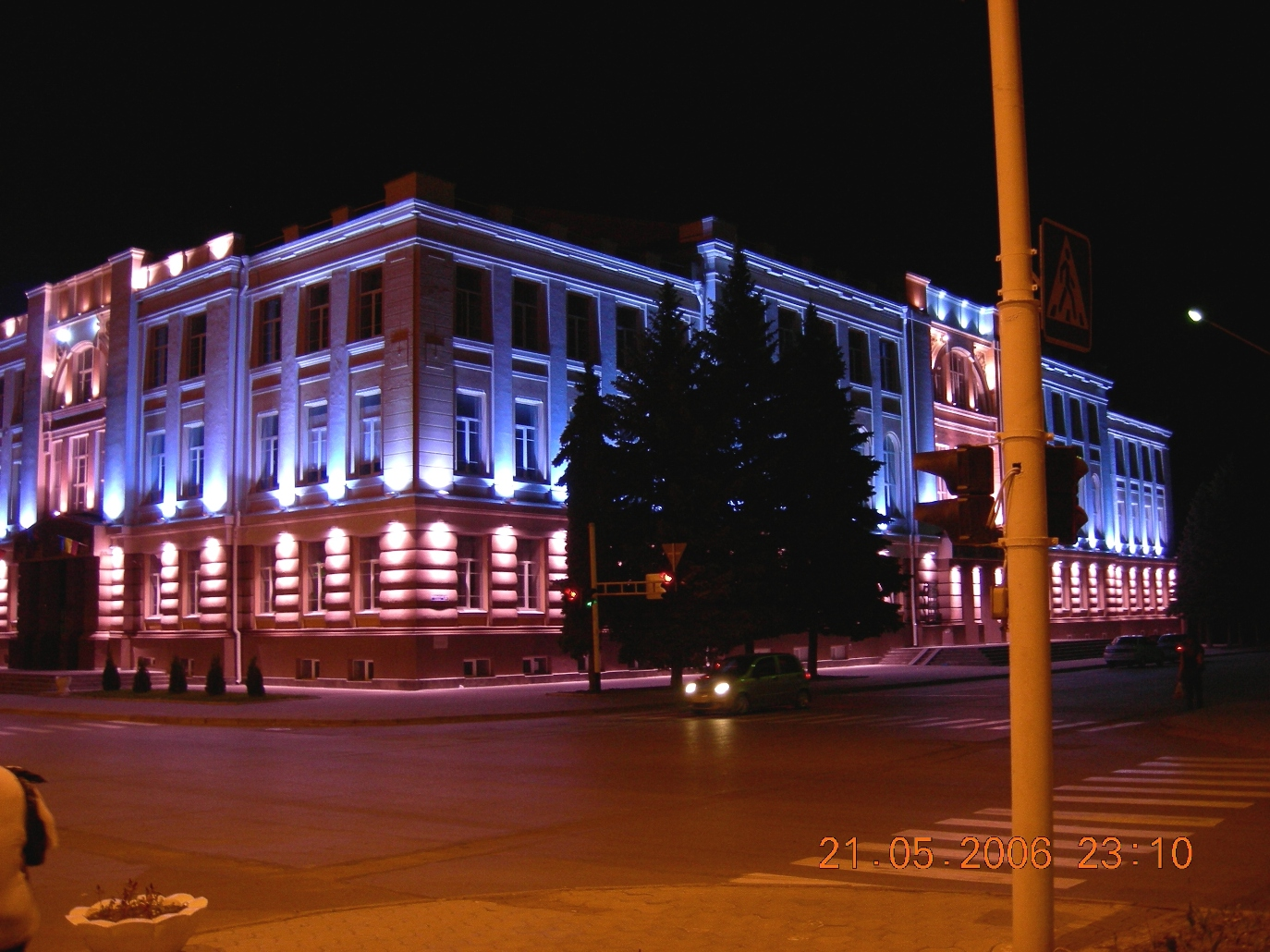
Teatro dramático
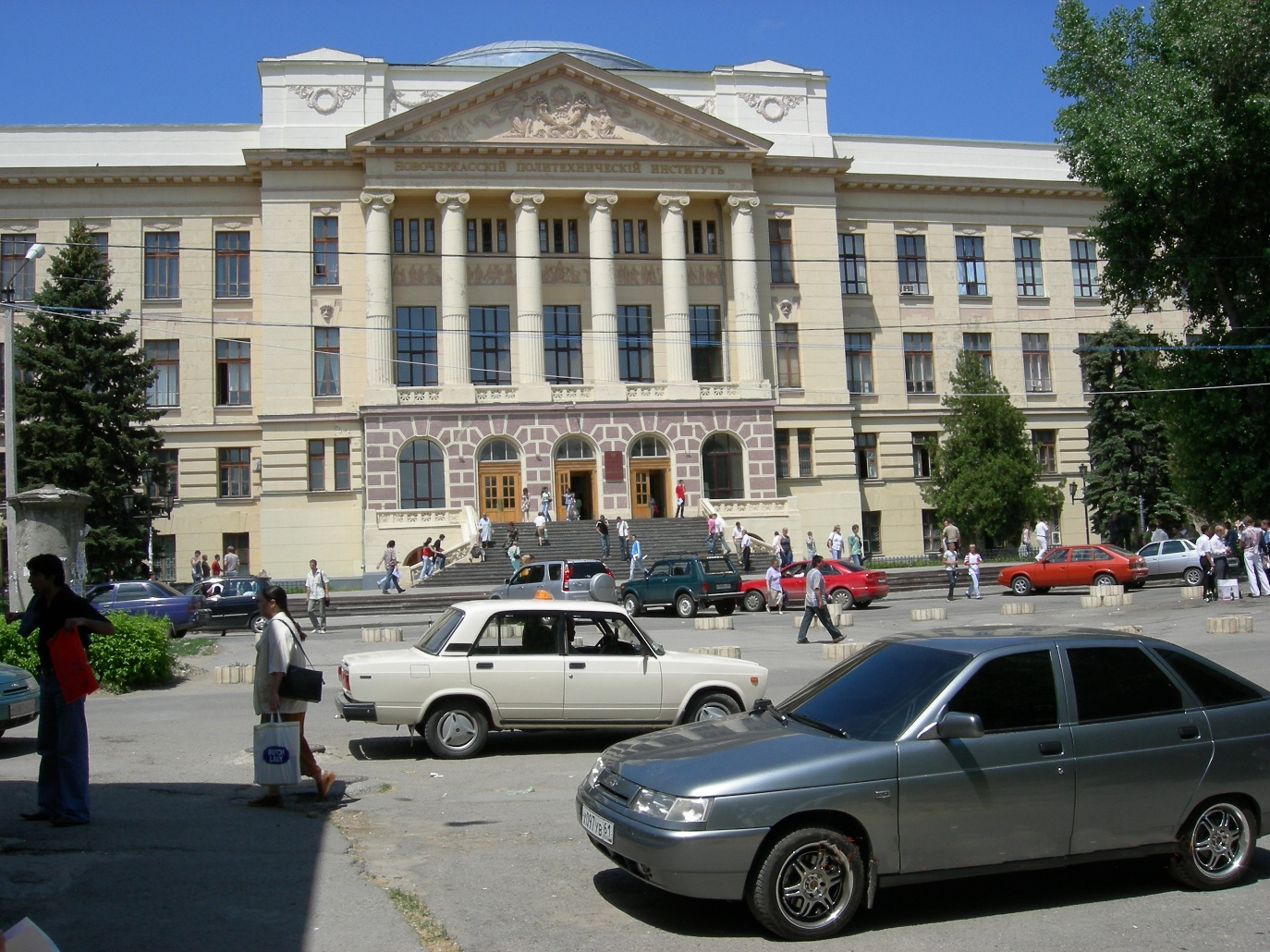
Universidad Técnica Estatal del Sur de Rusia
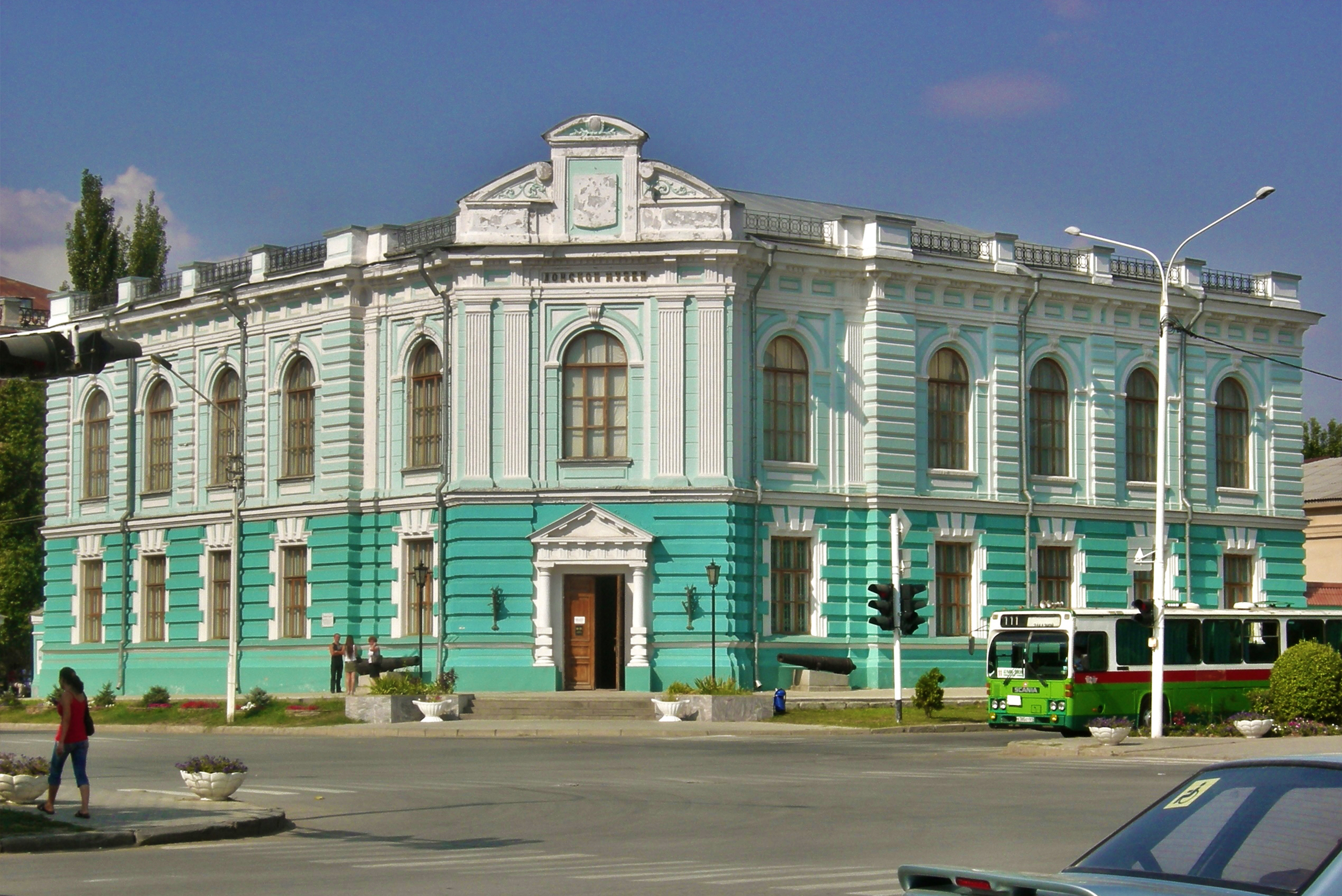
Museo cosaco
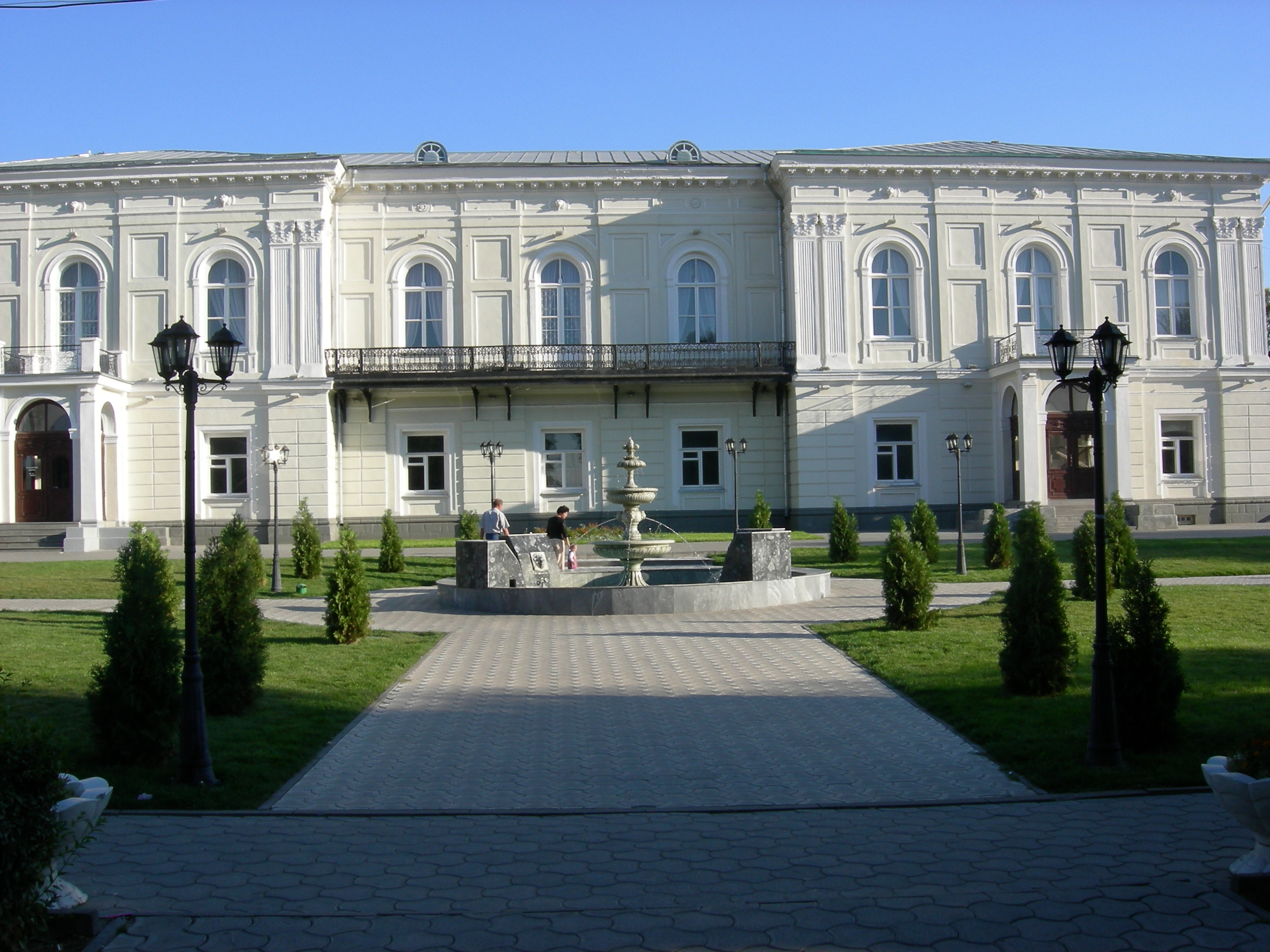
Palacio de los atamanes
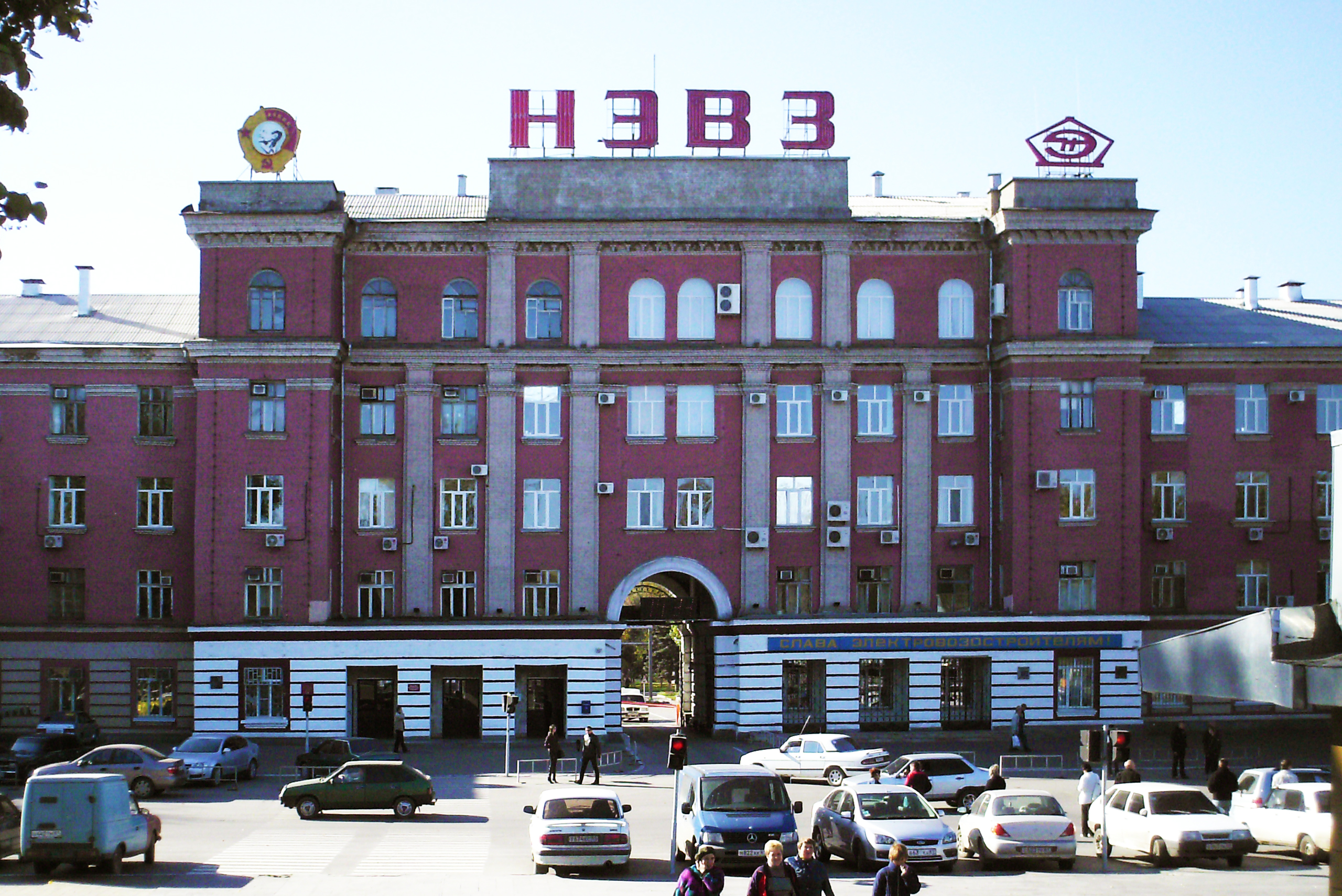
Fábrica electrotécnica
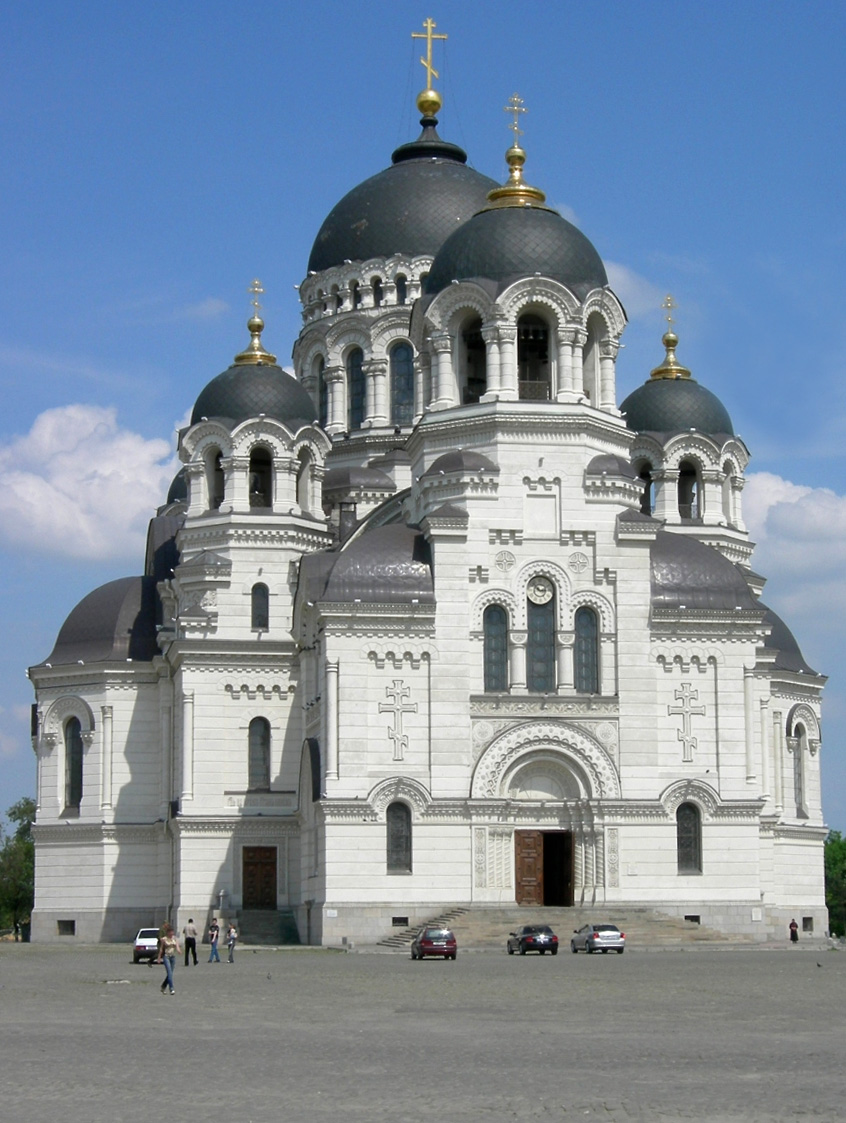
Catedral de Novocherkask
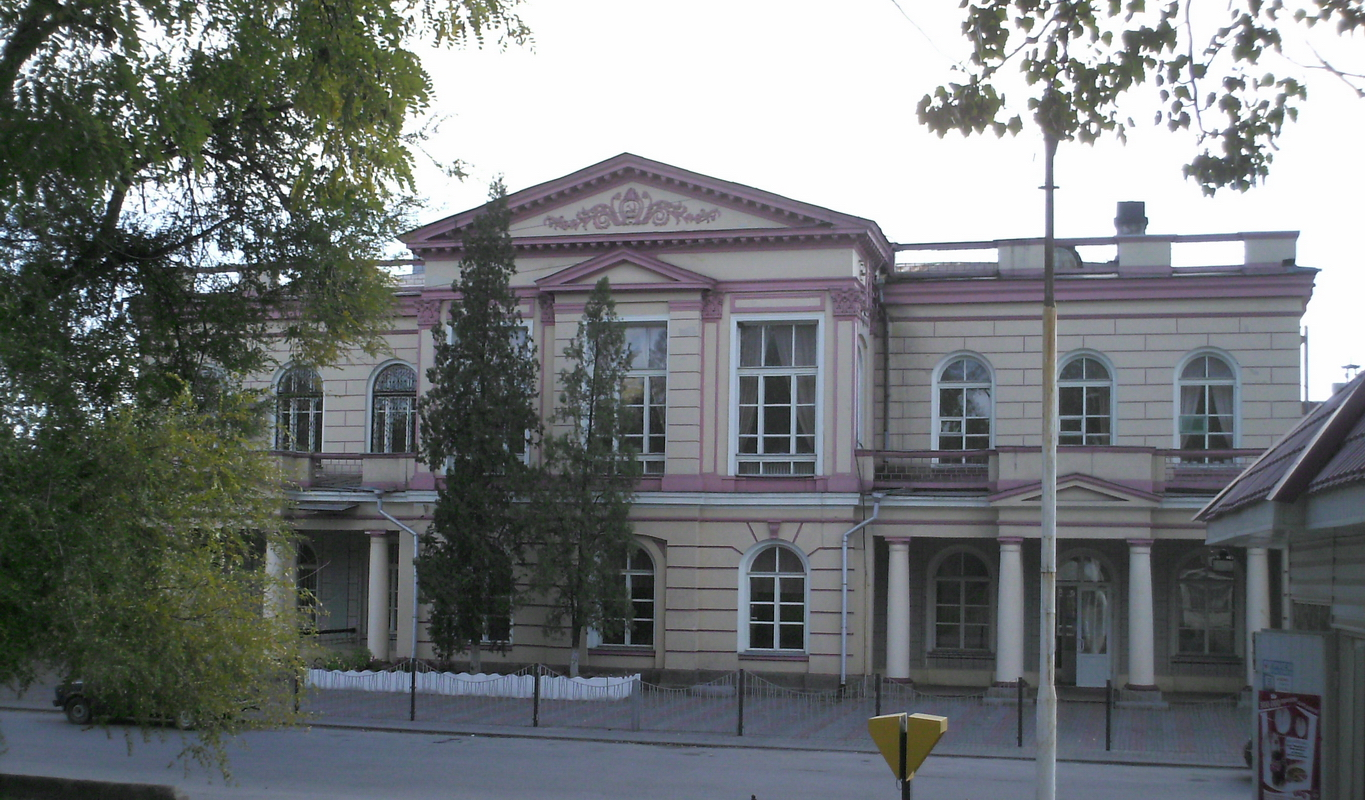
Estación de ferrocarril
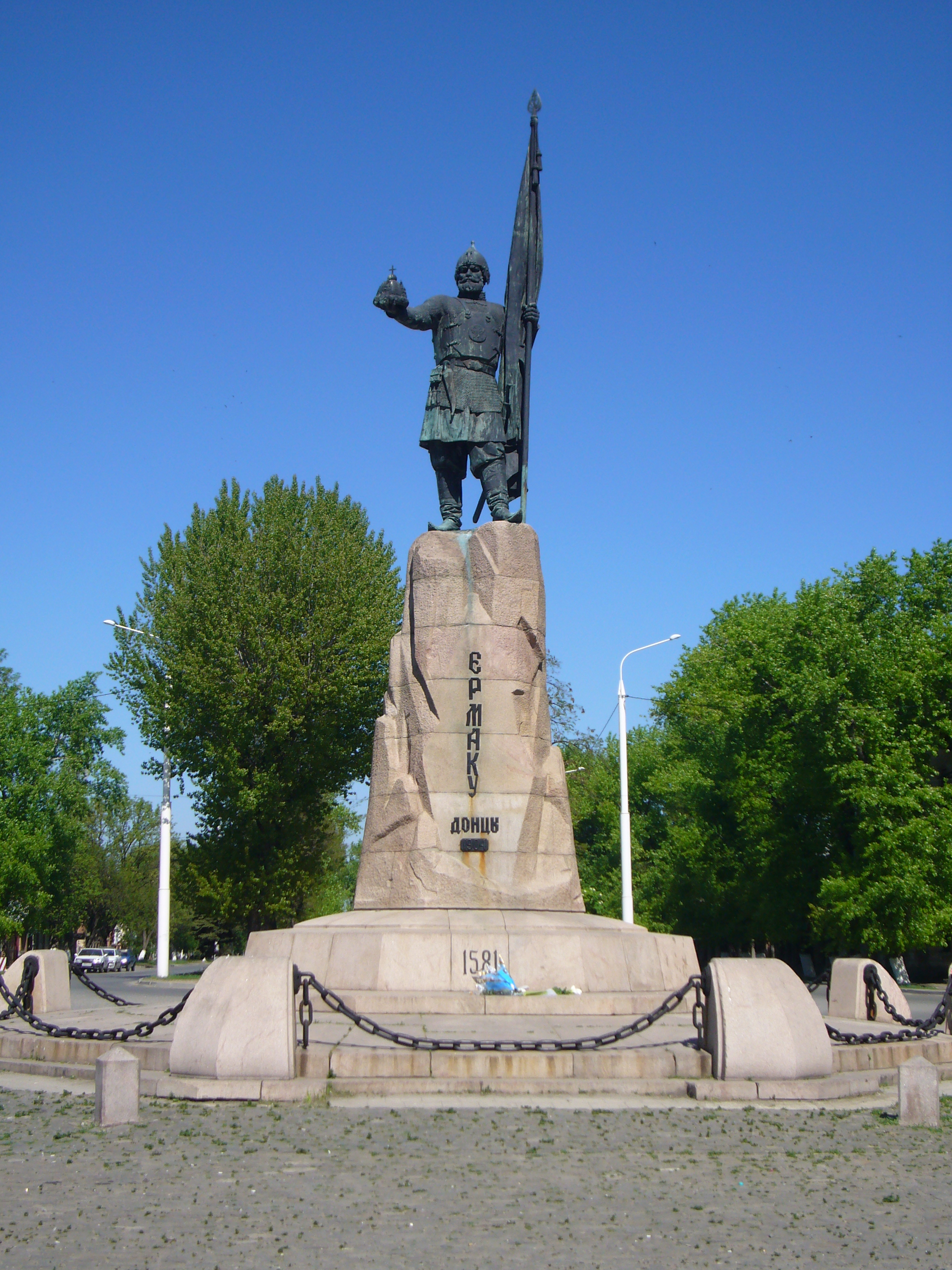
Monumento al atamán Yermak